# Ceraturgus oklahomensis
Ceraturgus oklahomensis är en tvåvingeart som först beskrevs av Stanley Willard Bromley 1934.  Ceraturgus oklahomensis ingår i släktet Ceraturgus och familjen rovflugor.
Artens utbredningsområde är Oklahoma. Inga underarter finns listade i Catalogue of Life.